# Lijst van nummer 1-hits in de Nederlandse iTunes Top 30 in 2012
Deze hits stonden in 2012 op nummer 1 in de Nederlandse iTunes Top 30:
| Nummer | Datum        | Artiest                       | Titel                                    |
| ------ | ------------ | ----------------------------- | ---------------------------------------- |
| 29     | 7 januari    | Michel Teló                   | Ai se eu te pego!                        |
|        | 14 januari   | Michel Teló                   | Ai se eu te pego!                        |
| 30     | 21 januari   | Chris Hordijk                 | Time after time                          |
| 29     | 28 januari   | Michel Teló                   | Ai se eu te pego!                        |
|        | 4 februari   | Michel Teló                   | Ai se eu te pego!                        |
|        | 11 februari  | Michel Teló                   | Ai se eu te pego!                        |
|        | 18 februari  | Michel Teló                   | Ai se eu te pego!                        |
|        | 25 februari  | Michel Teló                   | Ai se eu te pego!                        |
| 31     | 3 maart      | Joan Franka                   | You and me                               |
| 32     | 10 maart     | Triggerfinger                 | I follow rivers                          |
|        | 17 maart     | Triggerfinger                 | I follow rivers                          |
|        | 24 maart     | Triggerfinger                 | I follow rivers                          |
|        | 30 maart     | Triggerfinger                 | I follow rivers                          |
|        | 6 april      | Triggerfinger                 | I follow rivers                          |
|        | 13 april     | Triggerfinger                 | I follow rivers                          |
|        | 20 april     | Triggerfinger                 | I follow rivers                          |
|        | 27 april     | Triggerfinger                 | I follow rivers                          |
|        | 4 mei        | Triggerfinger                 | I follow rivers                          |
| 33     | 11 mei       | Gusttavo Lima                 | Balada                                   |
|        | 18 mei       | Gusttavo Lima                 | Balada                                   |
|        | 25 mei       | Gusttavo Lima                 | Balada                                   |
|        | 1 juni       | Gusttavo Lima                 | Balada                                   |
|        | 8 juni       | Gusttavo Lima                 | Balada                                   |
|        | 15 juni      | Gusttavo Lima                 | Balada                                   |
|        | 22 juni      | Gusttavo Lima                 | Balada                                   |
|        | 29 juni      | Gusttavo Lima                 | Balada                                   |
|        | 6 juli       | Gusttavo Lima                 | Balada                                   |
|        | 13 juli      | Gusttavo Lima                 | Balada                                   |
|        | 20 juli      | Gusttavo Lima                 | Balada                                   |
|        | 27 juli      | Gusttavo Lima                 | Balada                                   |
| 34     | 3 augustus   | will.i.am & Eva Simons        | This is love                             |
| 35     | 10 augustus  | Handsome Poets                | Sky on fire                              |
|        | 17 augustus  | Handsome Poets                | Sky on fire                              |
| 36     | 24 augustus  | Asaf Avidan                   | One day / Reckoning song (Wankelmut rmx) |
| 37     | 31 augustus  | Sandra van Nieuwland          | More                                     |
| 36     | 7 september  | Asaf Avidan                   | One day / Reckoning song (Wankelmut rmx) |
|        | 14 september | Asaf Avidan                   | One day / Reckoning song (Wankelmut rmx) |
|        | 21 september | Asaf Avidan                   | One day / Reckoning song (Wankelmut rmx) |
| 38     | 28 september | PSY                           | Gangnam style                            |
|        | 5 oktober    | PSY                           | Gangnam style                            |
| 39     | 12 oktober   | Adele                         | Skyfall                                  |
|        | 19 oktober   | Adele                         | Skyfall                                  |
| 38     | 26 oktober   | PSY                           | Gangnam style                            |
| 40     | 2 november   | Passenger                     | Let her go                               |
| 39     | 9 november   | Adele                         | Skyfall                                  |
| 41     | 16 november  | Robbie Williams               | Candy                                    |
| 42     | 23 november  | Sandra van Nieuwland          | Keep your head up                        |
| 43     | 30 november  | Sandra van Nieuwland          | Beggin'                                  |
| 44     | 7 december   | Sandra van Nieuwland          | New age                                  |
| 45     | 14 december  | Leona Philippo                | Could you be loved                       |
| 46     | 21 december  | Sandra van Nieuwland          | Venus                                    |
|        | 28 december  | geen iTunes Top 30 verschenen | geen iTunes Top 30 verschenen            |

Nummer 1-hits per jaar:
2010 ·
2011 ·
2012 ·
2013 ·
2014 ·
2015
- Nederland (Top 40)
- Nederland (Single Top 100)
- Nederland (3FM Mega Top 50)
- Nederland (iTunes Top 30)
- Nederland (Graadmeter)
- Vlaanderen (Radio 2 Top 30)
- Vlaanderen (Ultratop 50)
- Vlaanderen (Top 30 van Ultratop)
- Vlaanderen (De Afrekening)
- Wallonië
- Australië
- Canada
- Denemarken
- Duitsland
- Finland
- Frankrijk
- Ierland
- Italië
- Luxemburg
- Nieuw-Zeeland
- Noorwegen
- Oostenrijk
- Polen
- Portugal
- Spanje
- Verenigd Koninkrijk
- Verenigde Staten (Hot 100)
- Zweden
- Zwitserland